# كونتينينتال أر-670
كونتينينتال آر-670 (تسمية المصنع: دبليو 670) هو محرك طائرة شعاعي مكون من 7 أسطوانات، أُنتج بواسطة شركة  كونتينينتال موتورز.
بلغت سعة المحرك 11 لتراً، بينما كان وزنه 211 كجم، وتراوحت قدرته من 210 حصان إلى 240 حصان عند 2200 دورة/دقيقة.
أُنتج هذا المحرك بعد محرك كونتينينتال ايه-70 البالغة قدرته 170 حصاناً، والذي كان أول محرك شعاعي أنتجته كونتينينتال. استُخدم هذا المحرك في العديد من الطائرات في ثلاثينيات وأربعينيات القرن العشرين.
استُخدم محرك آر-670 على نطاق واسع في طائرة التدريب بوينغ ستيرمان بي تي-17 التابعة للقوات المسلحة الأمريكية، كما استُخدم في العديد من العربات المدرعة في الحرب العالمية الثانية، بجانب استخدامه في الطائرات.

## الطرازات
- دبليو 670-كيه : استخدم مكربن ووقود ذو رقم أوكتان 65، وأنبوب عادم في المقدمة.

كانت نسبة الانضغاط له 1:5.4 وبلغت قدرته 225 حصاناً (168 كيلو وات).
- دبليو 670-إل: استخدم مكربن ووقود ذو رقم أوكتان 73، وأنبوب عادم في الخلف.

كانت نسبة الانضغاط له 1:5.4 وبلغت قدرته 225 حصاناً (168 كيلو وات).
- دبليو 670-إم: استخدم مكربن ووقود ذو رقم أوكتان 80، وأنبوب عادم في المقدمة.

كانت نسبة الانضغاط له 1:6.1 وبلغت قدرته 240 حصاناً (179 كيلو وات).
- دبليو 670-إن: استخدم مكربن ووقود ذو رقم أوكتان 80، وأنبوب عادم في الخلف.

كانت نسبة الانضغاط له 1:6.1 وبلغت قدرته 240 حصاناً (179 كيلو وات).
- دبليو 670-كيه 1: استخدم حقن الوقود ووقود ذو رقم أوكتان 73، وأنبوب عادم في المقدمة.

كانت نسبة الانضغاط له 1:5.4 وبلغت قدرته 230 حصاناً (172 كيلو وات).
- دبليو 670-إل 1: استخدم حقن الوقود ووقود ذو رقم أوكتان 73، وأنبوب عادم في الخلف.

كانت نسبة الانضغاط له 1:5.4 وبلغت قدرته 230 حصاناً (172 كيلو وات).
- دبليو 670-إم 1: استخدم حقن الوقود ووقود ذو رقم أوكتان 80، وأنبوب عادم في المقدمة.

كانت نسبة الانضغاط له 1:6.1 وبلغت قدرته 250 حصاناً (186 كيلو وات).
- دبليو 670-إن 1: استخدم حقن الوقود ووقود ذو رقم أوكتان 80، وأنبوب عادم في الخلف.

كانت نسبة الانضغاط له 1:6.1 وبلغت قدرته 250 حصاناً (186 كيلو وات).

## التطبيقات

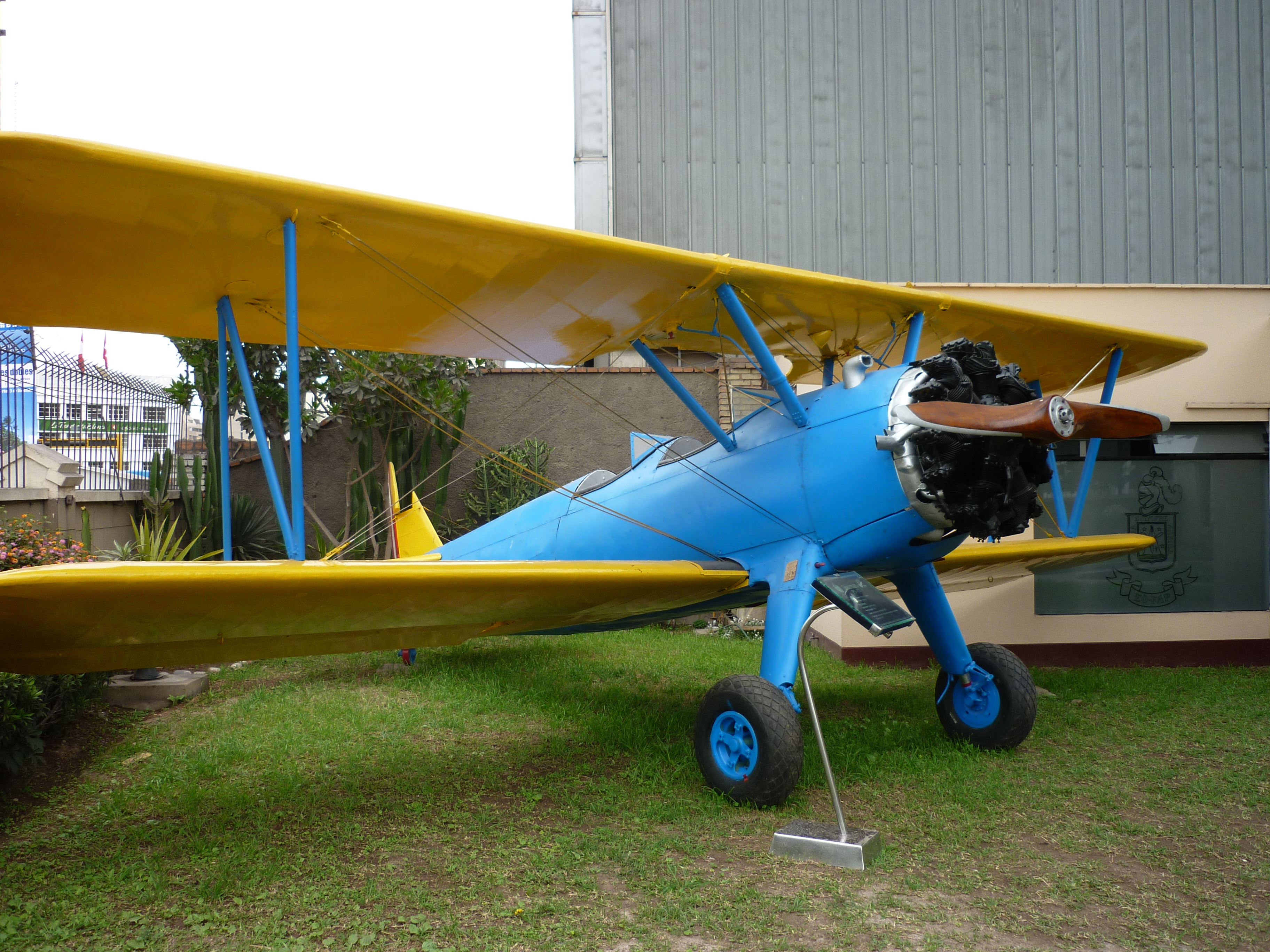
بوينغ ستيرمان بي تي-17 في متمحف معهد الدراسات التاريخية للطيران في بيرو

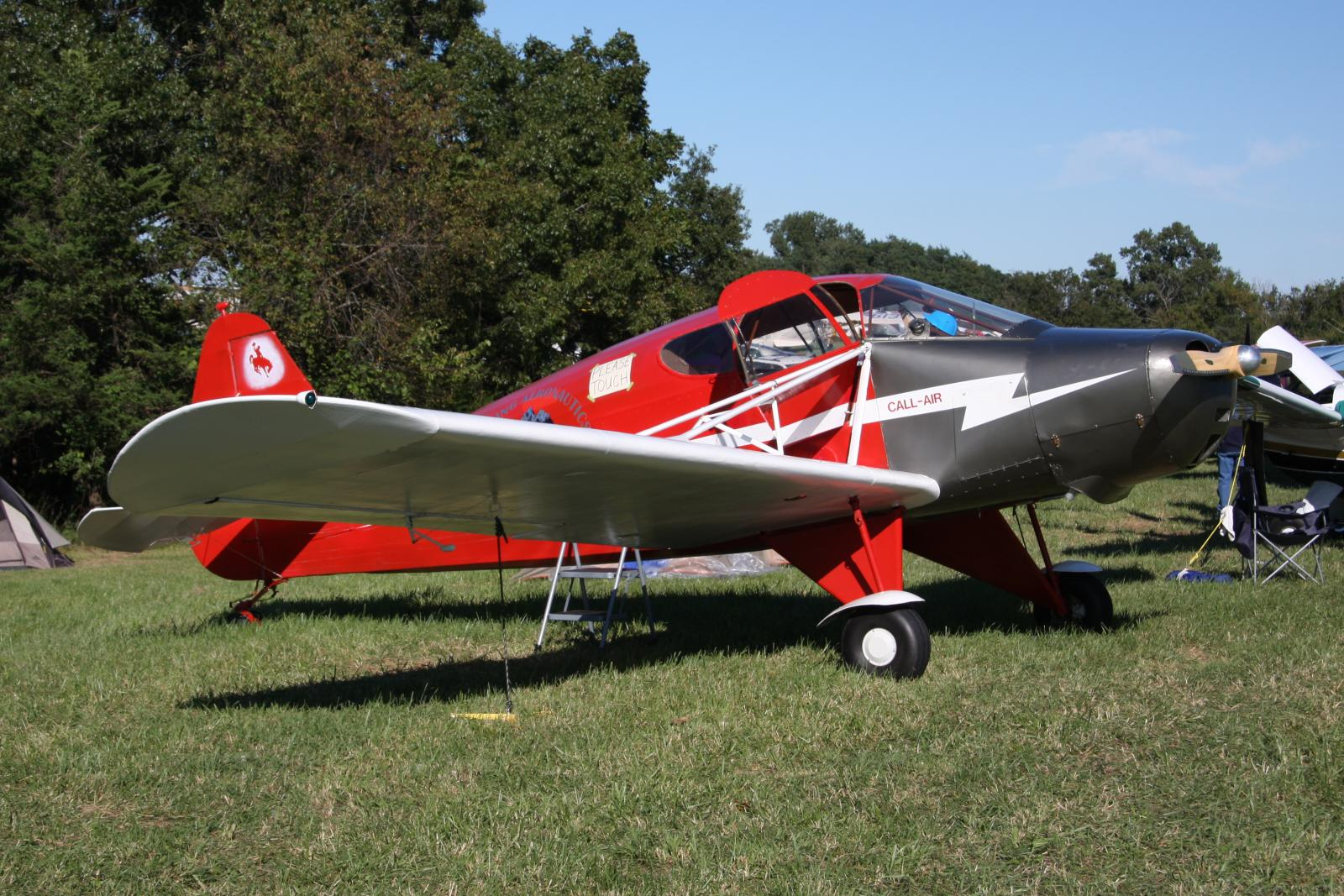
كول آير ايه

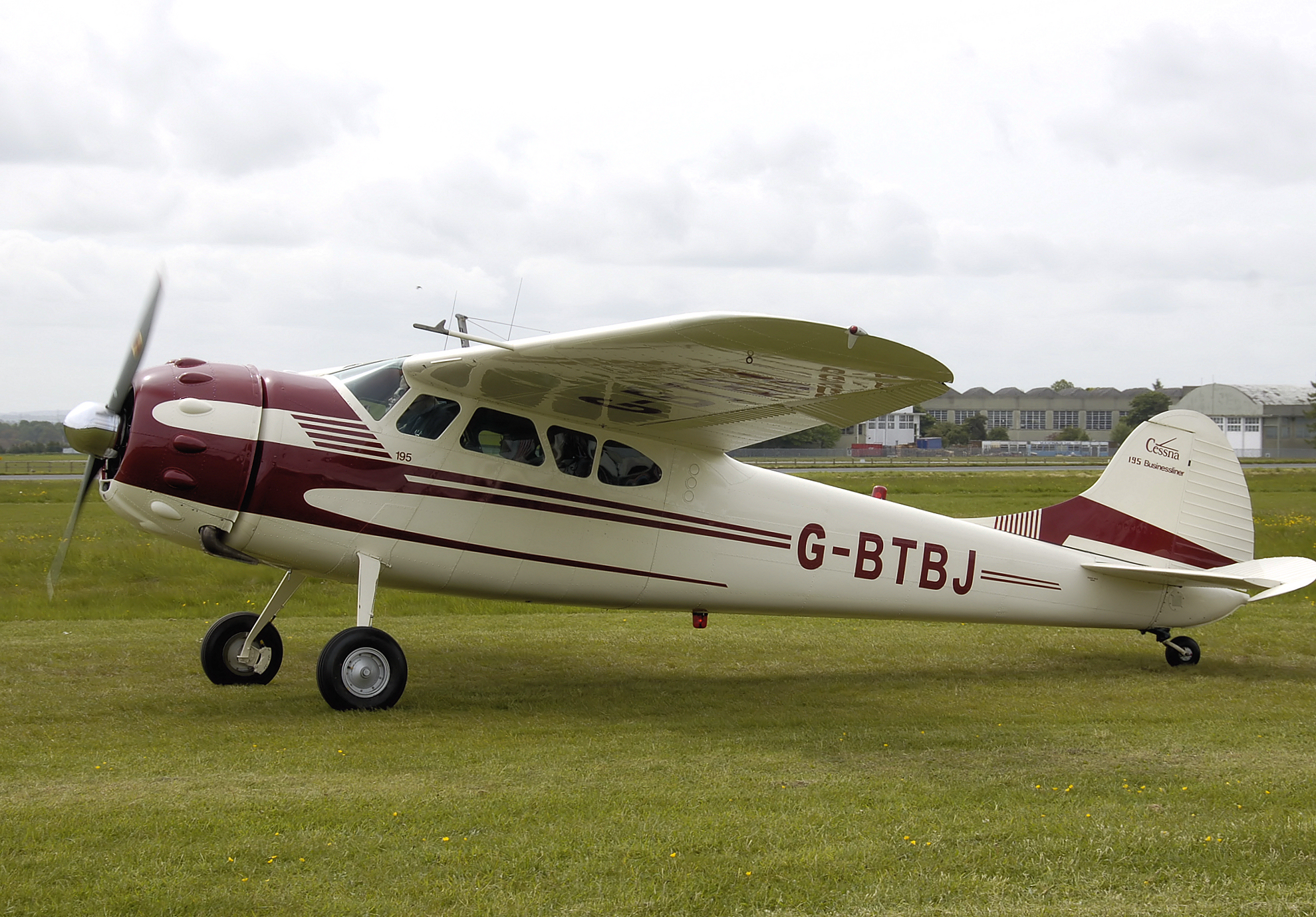
سيسنا 195

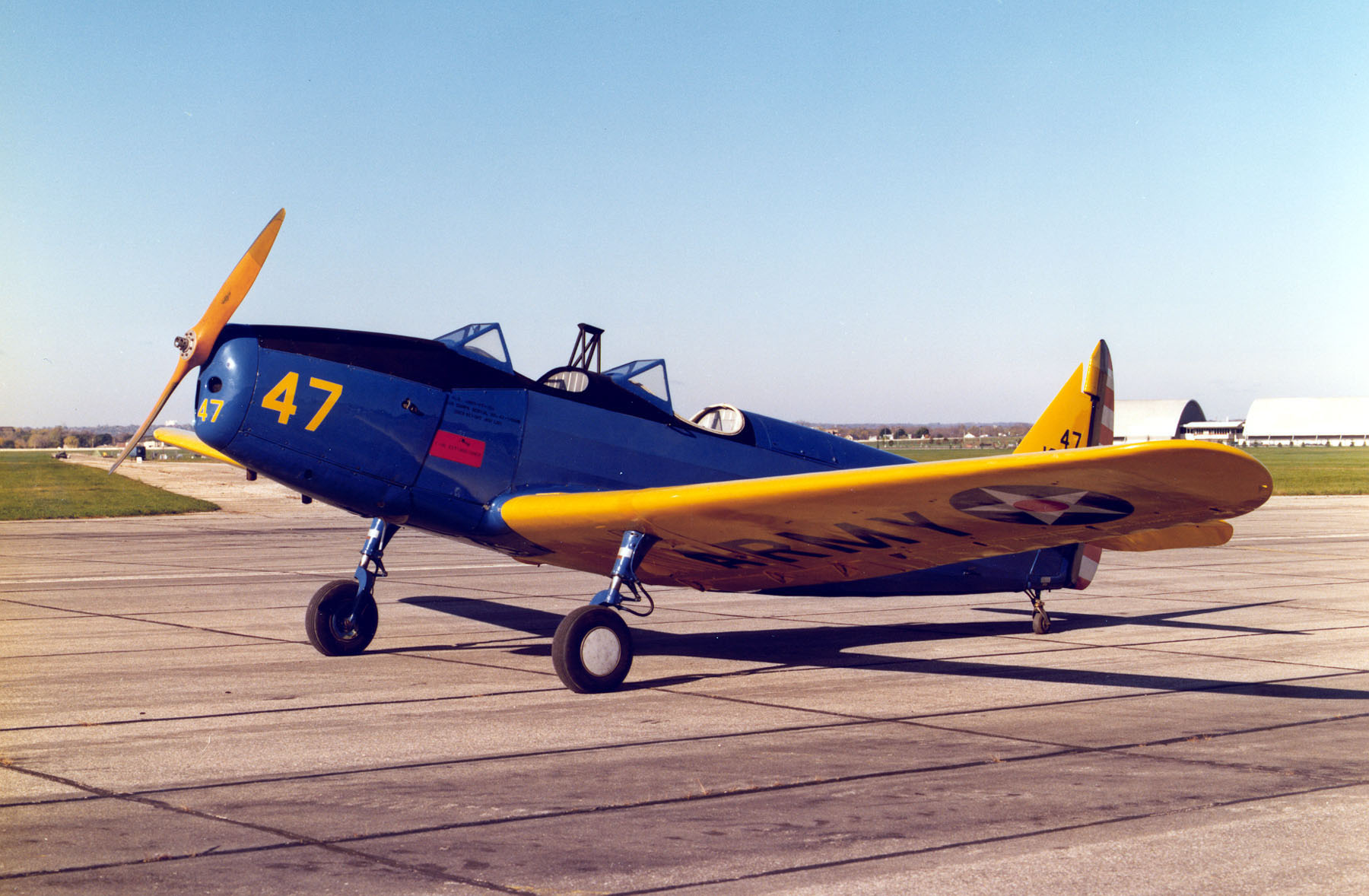
فيرتشايلد بي تي-19

### الطائرات
- أمريكان ايرموتيف إن ايه-75  [لغات أخرى]‏
- بوينغ ستيرمان
- كول آير ايه  [لغات أخرى]‏
- سيسنا 190
- فيرتشايلد بي تي-23  [لغات أخرى]‏
- منطاد فئة جي
- تيم إن 2 تي تيتور  [لغات أخرى]‏
- واكو 10  [لغات أخرى]‏ (الطراز 240-ايه)
- واكو ذات القمرة (الطراز يو أي سي والطراز يو أي سي والطراز في كيه اس-7)
- واكو إف  [لغات أخرى]‏ (الطراز كيو سي إف-2)

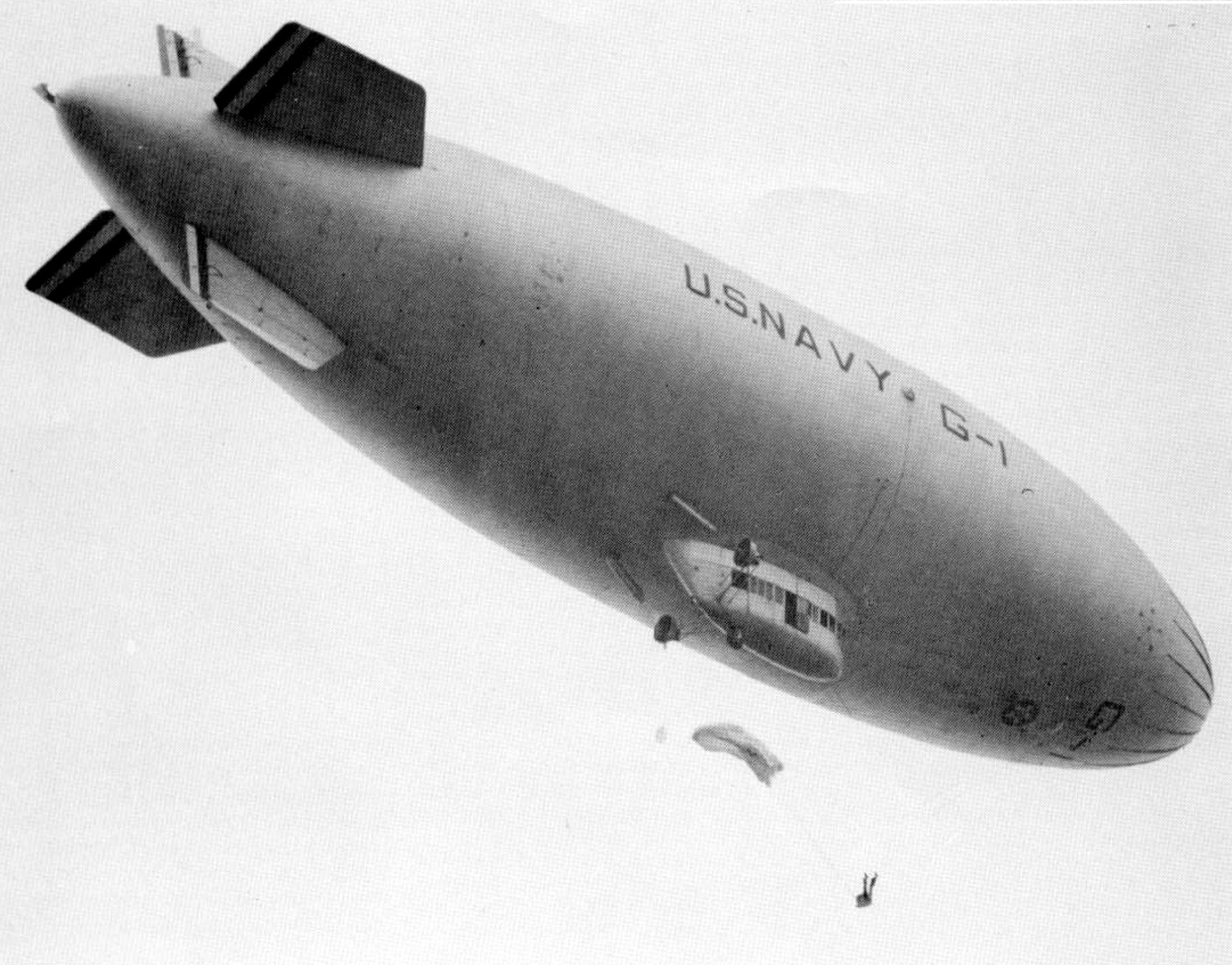
منمطاد فئة جي
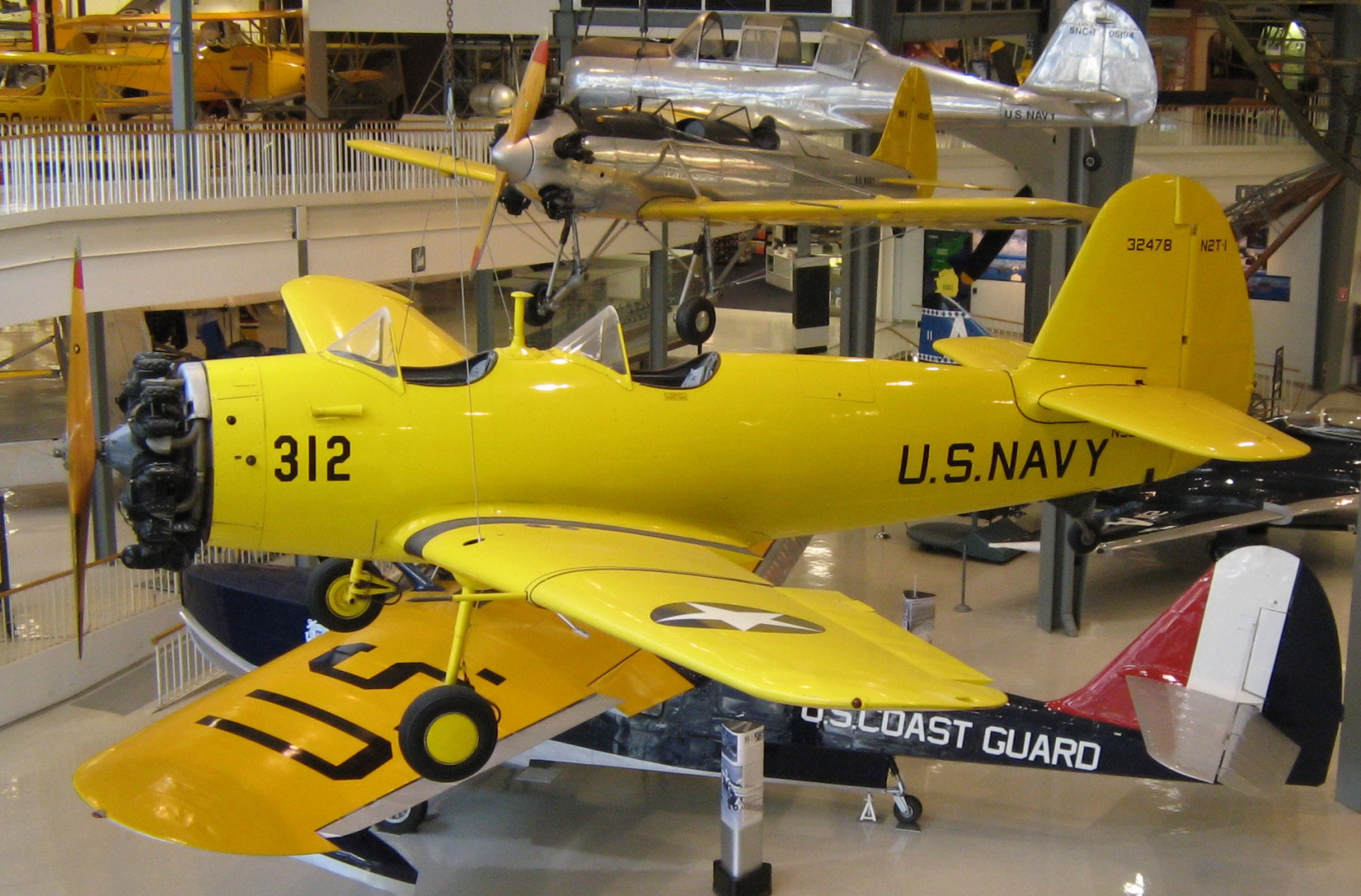
تيم إن 2 تيتور
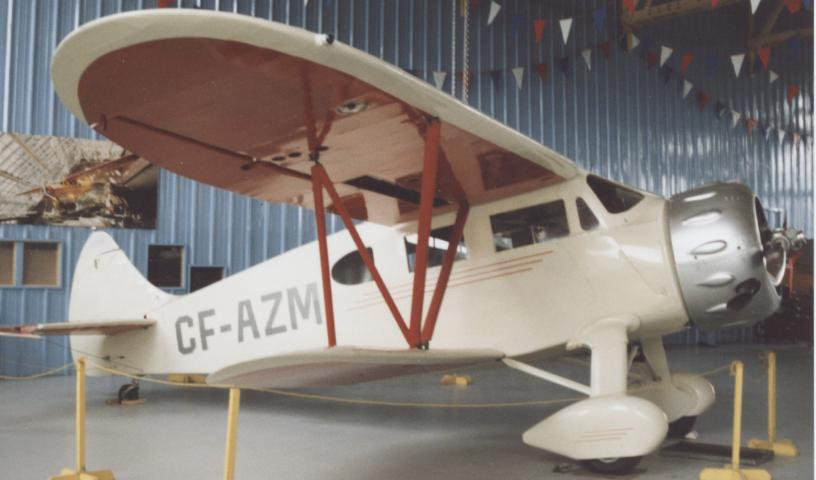
واكو أي كيو 6

### المركبات البرية
- دبابة تي 2
- دبابة تي 4
- دبابة إم 1
- دبابة إم 2 الخفيفة
- دبابة إم 3 ستيوارت
- مركبة الإنزال المجنزرة (الطراز جاموس الماء-4)

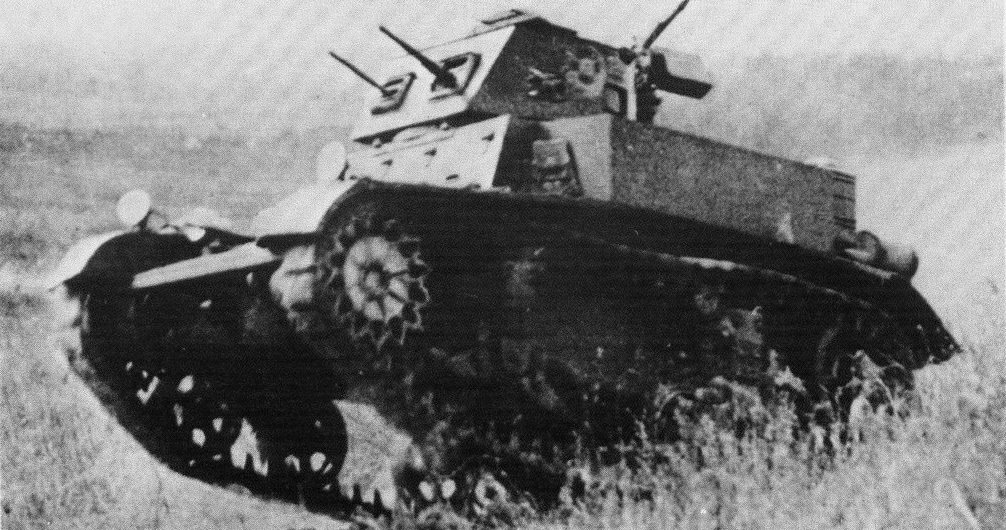
الدبابة إم 1 عربة القتال
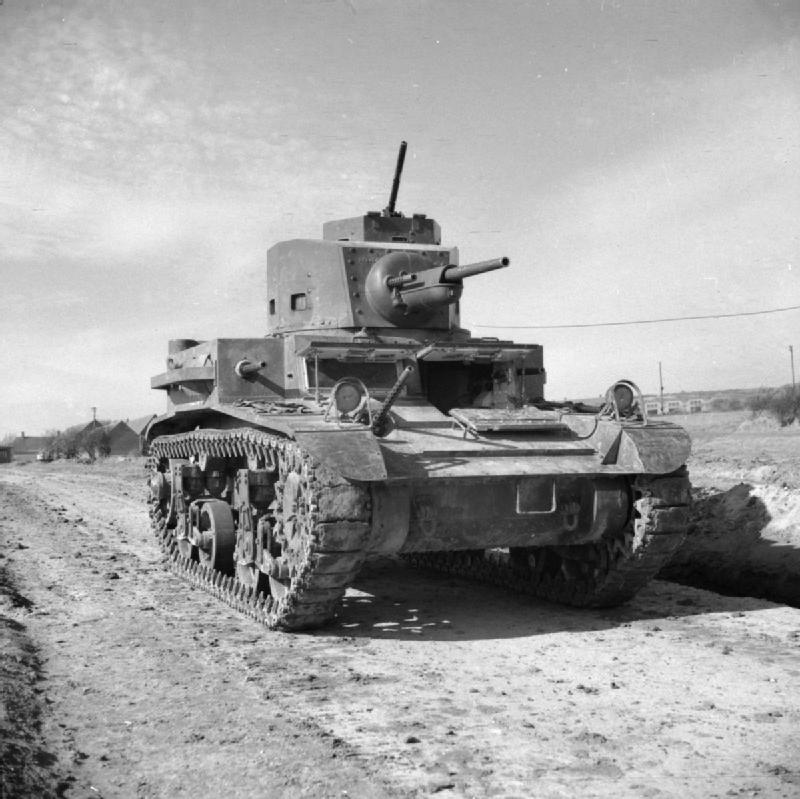
الدبابة إم 2 الخفيفة
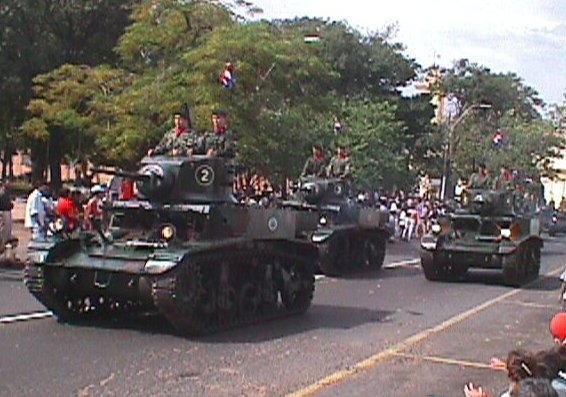
دبابات إم 3 ستيوارت التابعة لجيش باراغوي.

## المواصفات (آر-670-كيه)

### مواصفات عامة
- النوع: محرك طائرة شعاعي مكون من 7 أسطوانات، ويُبرد بالهواء.
- قطر الأسطوانة: 130.2 مم.
- الشوط: 117.5 مم.
- سعة المحرك: 10.95 لتر.
- الطول: 86.84 سم.
- القطر: 107.95 سم.
- الوزن الصافي: 204.1 كجم.

### المكونات

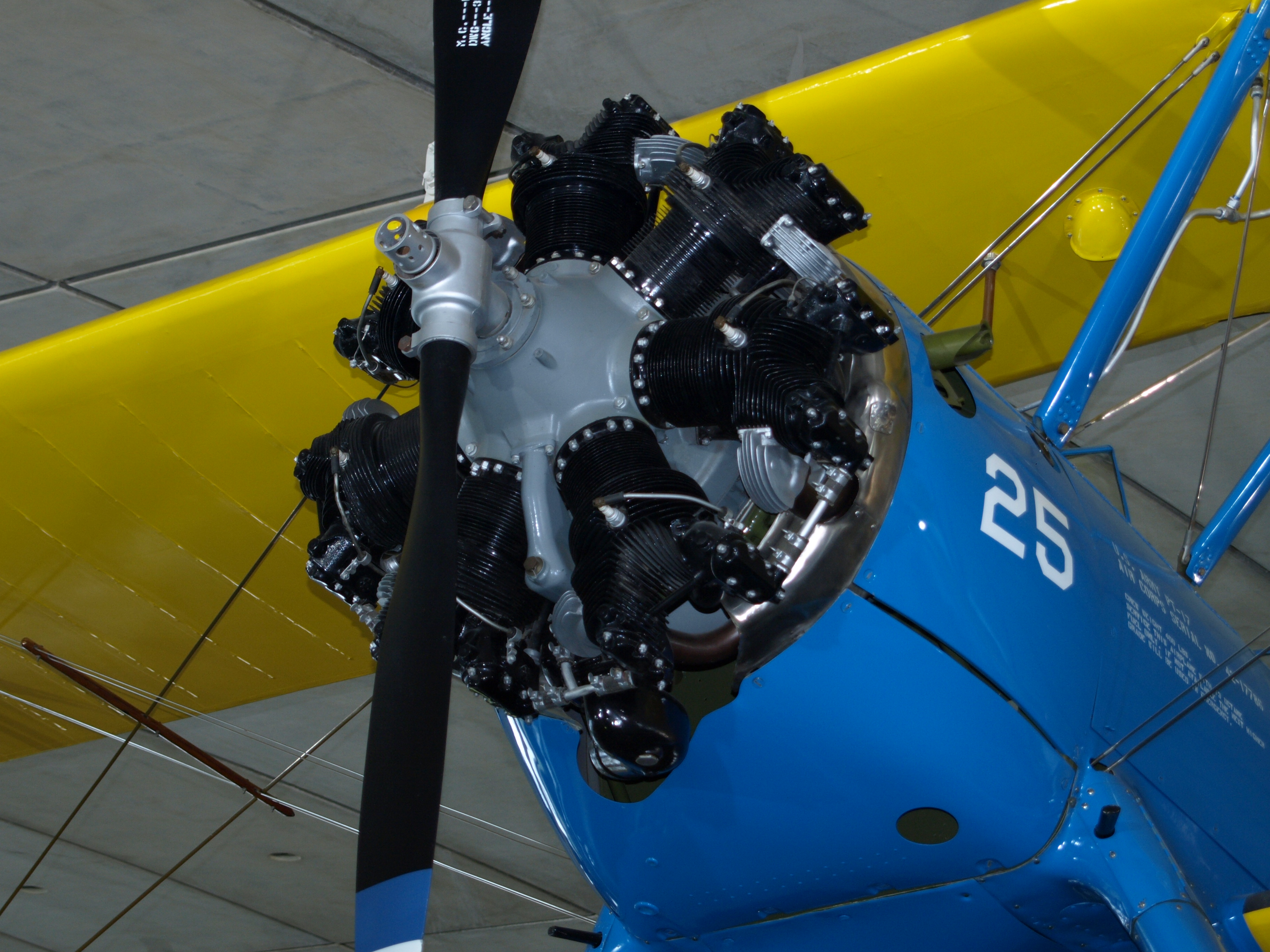
محرك آر-670 مُركب في طائرة بوينج ستيرمان في متحف الحرب الإمبراطوري في دكسفورد

- سلسة صمامات: صمام دخول وصمام عادم لكل أسطوانة.
- نظام الوقود: مكربن طراز سترومبرج إن ايه آر-6.
- نوع الوقود: وقود ذو رقم أوكتان 65.
- نظام التزييت: حوض جاف ومضخة ضغط ومضخة تنظيف.
- نظام التبريد: تبريد بالهواء.

### الأداء
- القدرة الناتجة: 225 حصان (168 كيلو وات) عند 2175 دورة/دقيقة.
- كثافة القدرة: 0.337 حصان/بوصة مكعبة.
- نسبة الانضغاط: 1:5.4
- استهلاك الوقود: 49 لتر/ساعة عند الطيران.
- الاستهلاك النوعي للوقود: 328 جرام/كيلو وات ساعة.
- استهلاك الزيت: 1.5 لتر/ساعة عند الطيران.
- نسبة القدرة إلى الوزن: 0.49 حصان/باوند عند الطيران.